# Sebastián Losada
Sebastián Losada (Madrid, 3 settembre 1967) è un ex calciatore spagnolo, di ruolo attaccante.

## Carriera

### Club
Cresce nel Real Madrid che lo fa giocare per tre stagioni nella formazione B. Fino al 23 maggio 2015, è stato il calciatore più giovane ad aver debuttato con la camiseta blanca, all'età di 17 anni e 6 giorni: Martin Ødegaard ha migliorato questo primato, esordendo a 16 anni e 156 giorni.
A 20 anni viene ceduto in prestito all'Espanyol dove disputa una buona stagione, segnando 8 reti su 28 presenze nella Primera División, mentre in Coppa UEFA arriva in finale contro il Bayer Leverkusen dove all'andata in Catalogna segna una doppietta nel 3-0 finale, mentre al ritorno, vinto 3-0 dai tedeschi, fallisce uno dei calci di rigore nella serie di tiri che consegna il trofeo al Bayer. Al termine di quella stagione viene insignito del prestigioso Premio Don Balón come Migliore rivelazione.
La stagione successiva il Real Madrid decide di dargli spazio in prima squadra e con le merengues rimarrà tre anni nelle quali disputerà appena 37 incontri (segnando 13 reti).
Nel 1991 passa all'Atlético Madrid dove gioca 9 partite (con una rete) in campionato, mentre nella stagione successiva milita nel Siviglia, giocando 3 partite.
Nel 1993 passa al Celta Vigo dove gioca le sue ultime due stagioni prima di ritirarsi dal calcio giocato a soli 27 anni.

### Nazionale
Fece parte di tutte le nazionali giovanili spagnole e disputò il Campionato mondiale di calcio Under-20 1985, segnando 3 reti in cinque partite e ricevendo la Scarpa d'oro del torneo.
Con la Nazionale maggiore ha disputato una presenza nel 1995, poco prima di ritirarsi.

## Dopo il calcio
Chiusa la carriera da giocatore a 27 anni, ha completato gli studi in legge e svolge la professione di avvocato. Nel 2004 tentò invano di diventare presidente della Real Federación Española de Fútbol (la Federazione calcistica spagnola).

## Palmarès

### Club
- Campionato spagnolo: 2

Real Madrid: 1988-1989, 1989-1990
- Coppa di Spagna: 2

Real Madrid: 1988-1989
Atlético Madrid: 1991-1992
- Supercoppa di Spagna: 3

Real Madrid: 1988, 1989, 1990

### Individuale
- Scarpa d'oro del campionato del mondo Under-20: 1

URSS 1985 (3 gol)
- Premio Don Balón 1987-1988 - Migliore rivelazione.